# اچ‌دی ۱۴۰۹۱۳
اچ‌دی ۱۴۰۹۱۳ یک ستاره است که در صورت فلکی تاج شمالی قرار دارد.